# Marc Goossens (wielrenner)
Marc Goossens (Gent, 11 februari 1958) is een Belgisch voormalig wielrenner.

## Carrière
Goossens nam deel aan vier grote rondes waarvan hij er twee uitreed. Hij won ook enkele wedstrijden in eigen land.

## Overwinningen
1980
- Lessen-GP des Carrières

1981
- Stadsprijs Geraardsbergen
- Aalter

1982
- Omloop Gemeente Melle
- Bielefeld

## Resultaten in de voornaamste wedstrijden
| Jaar | Ronde van Italië | Ronde van Frankrijk | Ronde van Spanje |
| ---- | ---------------- | ------------------- | ---------------- |
| 1981 |                  | opgave              |                  |
| 1982 | 92e              |                     |                  |
| 1983 |                  |                     | opgave           |
| 1984 |                  |                     | 76e              |

| Jaar | Milaan-San Remo |
| ---- | --------------- |
| 1981 | 68e             |
| 1982 |                 |
| 1983 |                 |
| 1984 |                 |

Wielerploegen van Marc Goossens
Alfonsel ·
Alonso ·
Blanco ·
Cambil · 
Cima · 
Coll ·
Cueli · 
Dejonckheere ·
Del Piño ·
Dietzen ·
Echave · 
Goossens · 
Gutiérrez ·
Lauraire · 
López ·
Maas · 
Martínez ·
Mayora ·
Perea ·
Timoner ·
Urrutibeazcoa · 
Yáñez · 
Yurrebaso